# Oeltsjen
De Oeltsjen (Russisch: ульчи, eigen benaming: нани, nani) zijn een inheems paleo-aziatisch volk in het oosten van Siberië die een Toengoezische taal, Oelts, spreken. Meer dan 90% van de Oeltsjen woont in de kraj Chabarovsk aan de benedenloop van de Amoer in Rusland. Volgens de volkstelling van 2002 woonden er 2.913 Oelstsjen in Rusland, bij de volkstelling van 2010 was hun aantal 2.765.
Antropologisch horen ze tot het Mongoloïde ras maar het is geen duidelijk aparte raciale groep. Ze zijn zeer verwant aan de Nanai die meer stroomopwaarts langs de Amoer en de Oessoeri wonen, en aan de Nivchen op Sachalin en bij de monding van de Amoer. Het Oelts is sterk verwant aan de Nanaitaal en werd wel als een dialect ervan beschouwd.
De Oeltsjen worden ook Mangun genoemd. De eigen benaming нани (nani) betekent 'plaatselijke bewoners, volk van dit land'; Na betekent land, aarde of grond, of in deze context hier, plaatselijk; en ni betekent volk. Omdat de benaming "Nanai" aan een naburig volk werd gegeven ontstond verwarring en werd in het begin van de 20e eeuw de naam Oeltsjen bedacht.

## Afkomst
De etnogenese van de Oeltsjen gaat terug tot de oudheid. Archeologische gegevens wijzen erop dat in de cultuur van de moderne Oeltsjen bepaalde parallellen te vinden zijn vergeleken met de cultuur van oude stammen die al in het mesolithicum in het gebied woonden. In Devils Gate (Chertovy Vorota) in de kraj Primorje, circa 800 km zuidelijk van het huidige woongebied, zijn beenderen gevonden van een vijftal personen daterend uit circa 5700 v. Chr. Bij twee daarvan kon genetisch onderzoek worden toegepast. Ze behoorden respectievelijk tot de haplogroep D4 en de M-tak, die ook tegenwoordig in Oost-Azië voorkomt. Het DNA vertoont gelijkenis met dat van de huidige Toengoezisch sprekende bevolking in het Amoerbekken, het meest met de Oeltsjen en daarna met de Oroken en Nanai. Daaruit is ook afgeleid dat zich in dit gebied waarschijnlijk geen volksverhuizingen hebben plaatsgevonden, al heeft wel vermenging plaatsgevonden met andere volken in de buurt.

Deze bevolking werd later onderworpen aan culturele invloeden van onbekende vreemdelingen uit het zuiden (in het 3e millennium voor Christus), evenals uit het westen en noorden. De nieuwkomers uit het westen en noorden bestonden uit Toengoezen en Mongools- en Turkstaligen. In een langdurig proces van onderlinge contacten kwamen in het beneden-Amoergebied ook etnisch gemengde huwelijken voor en ontstonden de huidige Oeltsjen als etnische groep. Deze was samengesteld uit diverse etnische elementen - Nanai, Nivchen, Mantsjoe, Negidalen, Evenken, Ainu, en anderen. Ze lieten allemaal een afdruk achter op de Oeltsjen en hun hun taal, hun economie, hun materiële en religieuze cultuur. De eerste historische berichten over de Oeltsjen dateren uit de zeventiende eeuw.

## Middelen van bestaan
Visvangst was de belangrijkste tak van de traditionele economie, vooral zalm en steur waren belangrijk. De traditionele benodigdheden bestonden uit netten, haken en verschillende typen fuiken. Deze werden afwisselend gebruikt afhankelijk van de tijd van het jaar, weersomstandigheden en het waterpeil in de rivier.
De vis werd zowel voor dagelijks vers gebruik als voor toekomstig gebruik gevangen. Conservering vond plaats door drogen: wind- en zongedroogde vis in de vorm van lange, dunne platen stokvis. De jacht nam ook een belangrijke plaats in. Dit leverde voedsel en bont, er was een grote vraag naar vachten bij de Chinese en Russische handelaren. Gejaagd werd op otter en vos, maar het hoofddoel van de jacht was de sabelmarter.
Aan het einde van de negentiende eeuw werd de sabel langs de Amoer al zeldzaam, zodat ze ook langere expedities naar Sachalin moesten maken. Elanden en herten werden het hele jaar gejaagd met behulp van kruisbogen. Aan de kust van de Tatarensont werd vanuit een kleine boerderij op zadelrobben en zeeleeuwen gejaagd.
Oeltsjen kenden een sedentaire leefwijze in gehuchten bestaande uit drie tot zes huizen. Hier bevonden zich zowel winter- en zomerhuizen. De winterhuizen waren van hout met een zadeldak zonder een plafond, met een aarden vloer.
Het huis werd verwarmd door twee ovens. In extreme kou werd ook gebruik gemaakt van grote metalen pannen op drie poten met brandende kolen. Een kenmerk van de winterwoning was de aanwezigheid van de "hondentafel" -uycheu- een laag platform waarop sledehonden werden gevoed. Volgens de volkstelling van 1897 woonden in 39 dorpen gelegen langs de Amur in totaal 1455 Oeltsjen.

### Russische invloed
Toen de Amoer-regio in het midden van de negentiende eeuw weer onder gezag van de Russische staat kwam werden de Oeltsjen onderdanen van Rusland. In 1850 werd Nikolajevsk aan de Amoer gesticht. Daarna begint de actieve kolonisatie van het Amoerbekken door Russische kozakken en boeren-immigranten. Op het grondgebied van de Oeltsjen ontstonden Russische dorpen zoals Bogorodskoje en Michailovskoje. De contacten met de Russische agrarische bevolking hadden een grote invloed op de cultuur, economie en sociale ontwikkeling van de Oeltsjen.
Het sociale systeem van de Oeltsjen was in de tweede helft van de negentiende eeuw een mix van het patriarchale clan-systeem met een bijzondere gemeenschap van buren. Leden van verschillende clans woonden in hetzelfde dorp en onderhielden vriendschappelijke relaties.

Door de Russische kolonisten werd de visvangst grootschaliger opgezet en kwam er een verwerkende industrie. Soms ontstonden conflicten als de visgebieden voor de Oeltsjen en Nanai door de Russen werden ingeperkt. Om in hun onderhoud te voorzien moesten de Oeltsen geleidelijk andere tot dan voor hen onbekende werkzaamheden gaan uitvoeren zoals landbouw en houtkap en -verwerking. Het hout werd gebruikt in de scheepsbouw. Het Sovjetregime werd in 1922 gevestigd, de collectivisatie begon in 1930. De belangrijkste activiteit van de kolchozen was visvangst, in de winter aangevuld met houtkap. Na de Tweede Wereldoorlog werd landbouw en veeteelt belangrijker en ging de bevolking zich concentreren in een achttal dorpen. De rijk-geornamenteerde woningen verdwenen daarbij geleidelijk en maakten plaats voor de normale Russische houten huizen.

### Kleding en schoenen
In de winter droeg men bontjassen, gevoerd met een katoenen of zijden doek. Winterhoeden hadden een vacht van hond of vos rond het gezicht. In extreme koude werd onder een bonten hoed oorwarmers gedragen. Voor de zomer waren er hoeden van berkenschors. Schoeisel werd gemaakt van vissenhuid, hertenhuid, en zeeleeuwen huid.
Onder de jas werd een broek gedragen (gewatteerd, gemaakt van vissenhuid of stof). Mannenrokken en schorten waren gemaakt van zeehondenhuid, jassen ook van elandenhuid.
Schoeisel bestond uit laarzen van vissenhuid of de huid van zadelrob of zeeleeuw, met of zonder ornamenten. Vooral vrouwenkleding werd versierd met een kleurrijk mozaïek van honden- vossen- en eekhoorn bont, hertenhaar, kleurrijke sieraden en andere dingen.

### Voedsel

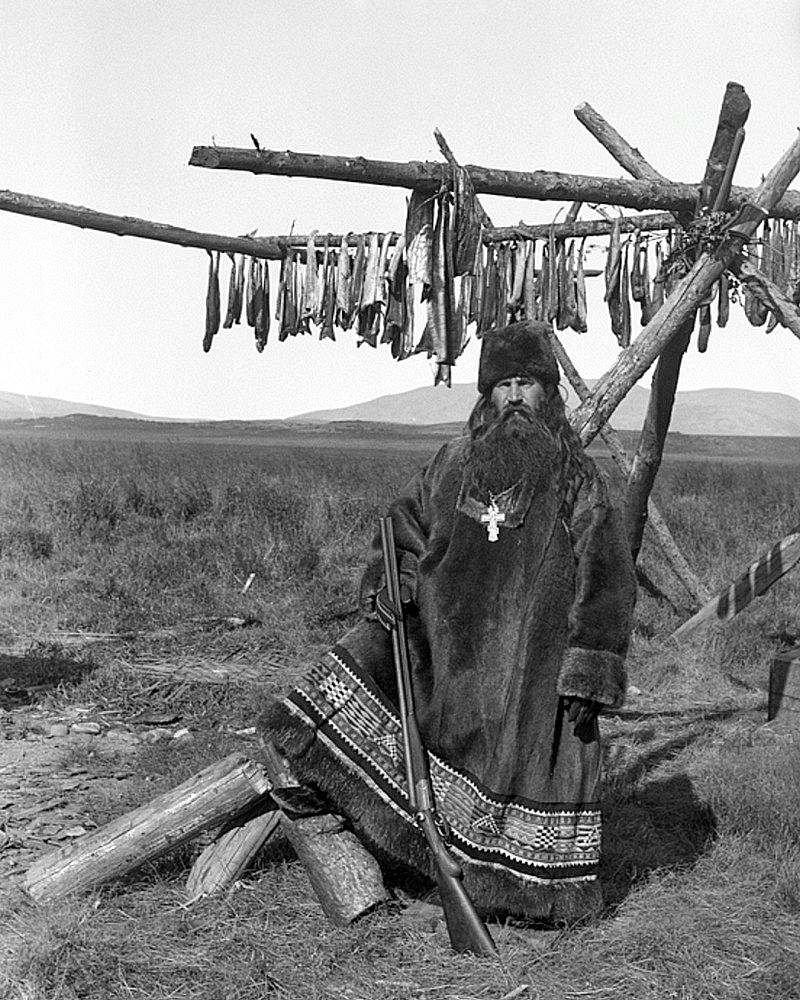
Orthodoxe priester gekleed in hertenvel met op de achtergrond yukola, 1901

Het eten werd gedomineerd door vis. In de zomer verse vis, deze werd rauw gegeten, gekookt of gebakken. Na het vangen van steur en zalm aten ze slechts een klein deel, het grootste deel van de vangst werd gedroogd tot yukola voor de winter. Gedroogde visskeletten waren het belangrijkste voedsel voor sledehonden. Yukola werd droog gegeten, of geweekt en gegrild boven houtskool, of als soep gekookt met toevoeging van granen, wilde planten en zeewier. Zeeleeuwenvet werd in grote hoeveelheden opgeslagen voor levertraan in de winter. Het vet werd ook gebruikt voor verlichting. Vlees van wild uit de taiga verscheen onregelmatig op het menu. Het eten van berenvlees werd gereguleerd door religieuze overtuigingen.
Een essentieel bestanddeel van het dieet waren wilde planten: onder andere wilde knoflook, brandnetel, alsem, wilde uien. Op grote schaal werd een verscheidenheid van bessen, noten en bospaddenstoelen gegeten.
Om hun visvangst- en jachtgebieden te kunnen bereiken hadden de Oeltsjen een groot aantal sledehonden. In veel gezinnen waren er 2-3 teams, elk bestaande uit 10-12 dieren. De sleeën van het amoertype waren smal en licht met in twee richtingen gekromde glijders. De jagers zaten bovenop, met hun voeten op de glijders. Vervoermiddelen in de winter waren ook skies en sneeuwschoenen.

## Bevolking
De Oeltsjen wonen in negen dorpen aan de benedenloop van de Amoer (het Oelts District van de Kraj Chabarovsk). Het aantal bedroeg 1455 in 1897; bij de volkstelling van 2010 waren er 2765 mensen. De bevolkingsontwikkeling vanaf de 20e eeuw toont het volgende beeld: 
De verdeling over nederzettingen was in 2002 als volgt:
Kraj Chabarovsk:
| Naam         | Type nederzetting | Bevolking |
| ------------ | ----------------- | --------- |
| Mace         | dorp              | 701       |
| Bogorodskoje | dorp              | 357       |
| Chabarovsk   | stad              | 144       |
| Dudi         | dorp              | 142       |
| Kalinovka    | dorp              | 125       |
| Savinskoje   | dorp              | 109       |

Andere dorpen met een Oeltspopulatie zijn Bulava en Ukhta.

## Taal

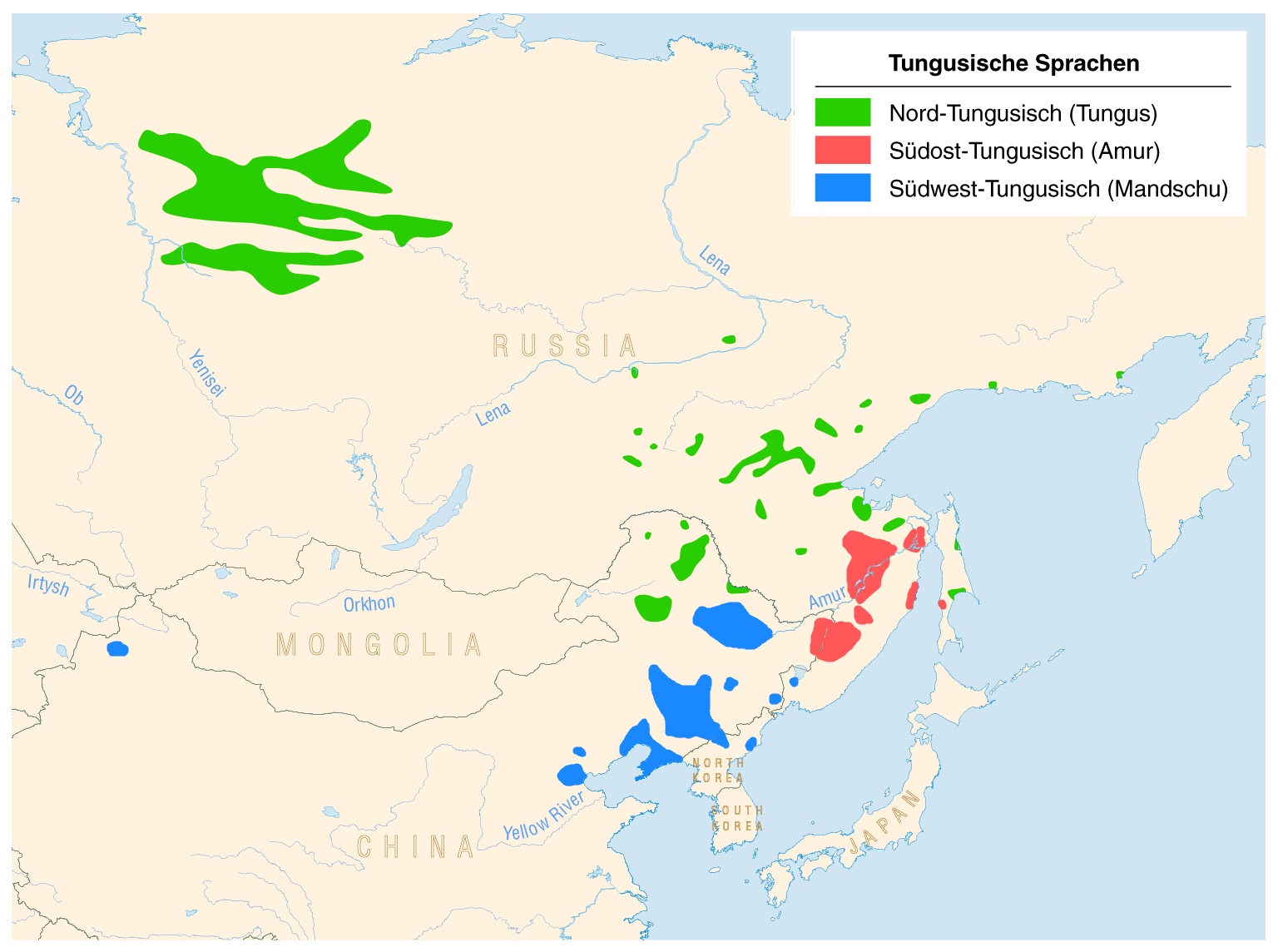

Het Oelts behoort tot de zuidelijke (Amoer) tak van de Manstjoe-Toengoezische groep van de Altaïsche talen. Samen met Nanai en Orok bevat het overblijfselen van het oude Altaïsche vocabulaire dat hun voorouders in de regio gebruikten.
In de tsarentijd waren de Oeltsen ongeletterd, geschreven literatuur bestond niet. De literatuur begint met de Sovjet-periode, in de eerste helft van de twintigste eeuw. In 1930 werd besloten geen apart script te creëren, het werd niet nodig geacht omdat de taal zoveel op het Nanai leek.

In 1979 gaf inmiddels 61% aan dat ze Russisch als eerste taal beschouwden, voor slechts bijna 1000 personen was dat nog het Oelts. Omdat het aantal etnische huwelijken richting 30% is gedaald en sprekers beneden de 50 jaar vrijwel niet meer bestaan is het voortbestaan van de taal ernstig bedreigd. In bredere zin geldt dit voor de Oeltsjen als bevolkingsgroep. De volkstelling van 2002 gaf een aantal van 732 sprekers, die van 2010 gaf een aantal van 154 sprekers.

## Cultuur en religie
Kenmerkend is een hoge mate van integratie van hun cultuur met die van andere volkeren langs de Amoer. Dit is veroorzaakt door het gemeenschappelijke substraat dat ten grondslag ligt aan hun ontstaan, ook door de etnische heterogeniteit in het Oeltsgebied in de latere stadia van hun geschiedenis. De huidige generaties Oeltsjen hebben een deels zelfde oorsprong als Evenken, Negidalen en Oroken. In cultureel opzicht staan ze dicht bij de Nanai en Nivchen.

De leefwijze was sedentair, een aantal nederzettingen bestaat al honderden jaren. De basis van hun economie, visvangst en jacht, werd later geïntegreerd in commerciële landbouw, waarbij de leidende positie ingenomen door visserij en de jacht op zeedieren verminderde.
Van de muziekinstrumenten zijn het meest kenmerkend een primitieve viool en kleine fluit.
Tot het midden van de negentiende eeuw kenden Oeltsjen in het openbare leven traditionele tribale gewoonten. De belangrijkste waren gericht op echtelijke relaties en de uitvoering van wederzijdse hulp.
Vanaf het midden van de negentiende eeuw begon de actieve ontwikkeling van Russische nederzettingen aan de beneden-Amoer, die naast en rondom de Oeltsdorpen kwamen te liggen. Met de ontwikkeling van sterkere economische banden met de Russen, leerden de Oeltsen land- en tuinbouw, vissen kreeg een commodity karakter, gericht op verhandeling. Dit leidde tot een verandering in de gebruiksrechten van land en water, die eerder bepaald werden door geboorterecht om exclusief in een gebied te mogen vissen.
De traditionele religie was het sjamanisme en animisme.
Ze geloven dat sjamanen de macht hebben boze geesten uit te drijven door tot de goden te bidden. Door de eeuwen heen zijn ze aanbidders geweest van de geesten van zon, maan, bergen, het water en de bomen.
De sjamanen droegen karakteristieke kleding bestaande uit een rok, jas, leren riem met metalen hangertjes en handschoenen met figuren van slangen, hagedissen of kikkers. De hoeden waren voorzien van horens of een stuk dierenvacht.
Vanaf de jaren 1860 begint de Russisch Orthodoxe zending in het beneden-Amoergebied te werken, deze activiteiten hadden geen significante resultaten. De invoering van onderwijs had evenmin veel effect. Er werden enkele eenjarige parochieschooltjes opgericht, met inschrijving van een klein aantal Oelts kinderen. Organisatorische en financiële problemen aan het begin van de twintigste eeuw leidden tot de bijna volledige sluiting.

## Bekende Oeltsjen
A. L. Valdyu (1915-1994) - Schrijver

## Afbeeldingen

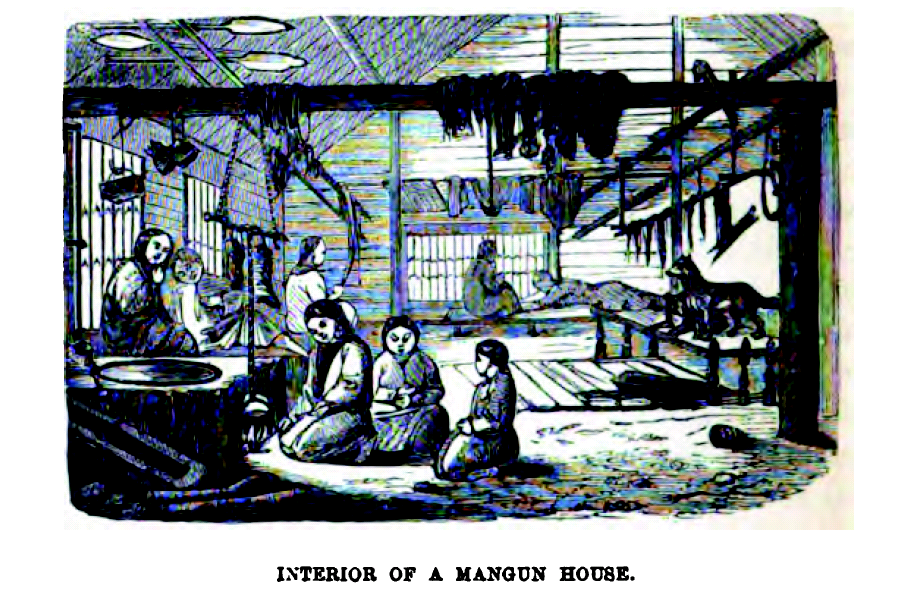
Interieur van een woning van de Oeltjsen, ca. 1854-1860
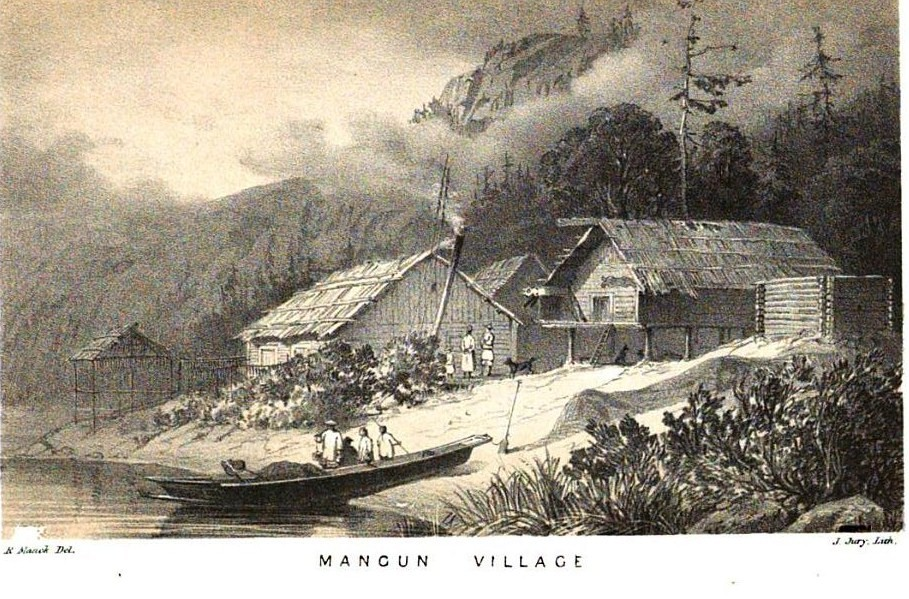
Huizen aan de Amoer, ca. 1854-1860

Abazijnen ·
Abchaziërs ·
Achvachen ·
Adygeeërs ·
Aino ·
Aleoeten ·
Aljoetoren ·
Altaj (Oirot) ·
Andi ·
Armeniërs ·
Avaren ·
Azerbeidzjanen·
Balkaren ·
Baraba ·
Basjkieren ·
Bergjoden ·
Boerjaten ·
Chakassen ·
Chanten ·
Chinezen ·
Dargienen ·
Dolganen ·
Enetsen ·
Evenen ·
Evenken ·
Georgiërs ·
Grieken ·
Ingoesjen ·
Ingriërs ·
Itelmenen ·
Jakoeten ·
Joden ·
Joekagieren ·
Joepiken ·
Kabardijnen ·
Kalmukken ·
Kamtsjadalen ·
Karatsjajers ·
Kareliërs ·
Kazachen ·
Kereken ·
Ketten ·
Komi ·
Koreanen ·
Korjaken ·
Korjo-saram ·
Krim-Tataren ·
Lezgiërs ·
Mansen ·
Mari (Tsjeremissen) ·
Meschetische Turken ·
Mordwienen ·
Nanai ·
Negidalen ·
Nenetsen (Joeraken) ·
Nganasanen ·
Nivchen (Giljaken) ·
Nogai ·
Oedegen ·
Oedmoerten ·
Oekraïners ·
Oeltsjen ·
Oezbeken ·
Oroken ·
Orotsjen ·
Osseten ·
Polen ·
Pomoren ·
Rusland-Duitsers (inclusief Wolga-Duitsers) ·
Russen ·
Samen (Lappen) ·
Selkoepen ·
Sjoren ·
Sojoten ·
Tabassaranen ·
Perzen (Tadzjieken) ·
Taten ·
Teleoeten ·
Tofalaren ·
Tsachoeriërs (Caxur) ·
Tsjerkessen ·
Tsjetsjenen (Noxchi) ·
Tsjoektsjen ·
Tsjoelymen ·
Tsjoevanen ·
Tsjoevasjen ·
Turkmenen ·
Toevanen ·
Wepsen ·
Belarussen (Wit-Russen) ·
Wolga-Tataren ·
Woten